# Тамбурелло (поворот)
44°20′36″ пн. ш. 11°42′25″ сх. д. / 44.34333333° пн. ш. 11.70694444° сх. д.
Тамбурелло (італ. Tamburello) — поворот на автодромі Енцо та Діно Феррарі. Отримав погану славу після смертельної аварії в ньому триразового чемпіона світу Формули-1 Айртона Сенни яка досі достатньо не вивчена.
До перебудови поворот Тамбурелло був високошвидкісним поворотом на трасі Автодром Енцо та Діно Феррарі Формули-1 в Імолі. У цьому затяжному поворті досягалася швидкість понад 300 км/год. Гран-прі Сан-Марино проходив щорічно на цій трасі з 1981 по 2006 роки.
Незважаючи на додавання шикан на кількох ділянках кола, таких як Аква Мінералі, Варіанте Альта та Варіанте Басса, траса була предметом постійних проблем з безпекою, здебільшого щодо рівного повороту Тамбурелло, який був дуже горбкуватий і мав небезпечно мало місця між зоною збігу та бетонною стіною без шинного бар’єру, яка відокремлювала трасу від річки Сантерно, що протікає поруч із нею.
У 1987 році Нельсон Піке потрапив у важку аварію під час тренування через поломку шин і пропустив гонку через травму. 
У 1989 році Герхард Бергер розбився на своєму Ferrari в повороті Тамбурелло після поломки переднього крила. Автомобіль миттєво спалахнув після сильного удару на швидкості 300 км/год, але завдяки швидкій роботі пожежників і медичного персоналу Бергер вижив і пропустив лише одну гонку (Гран-прі Монако 1989 року) через опіки рук. 
У 1991 році Мікеле Альборето отримав серйозну травму під час тестування Footwork Arrows на трасі, але уникнув травми. 
Наступного року в 1992 Ріккардо Патрезе також розбився на тому ж повороті під час тестування для команди Williams.
Після загибелі Айртона Сенни та Роланда Ратценбергера під час Гран-прі Сан-Марино 1994 року в поворот Тамбурелло було внесено зміни, щоб зробити його безпечнішим, перетворивши його з прямого, затяжного лівого повороту на шикану ліво-право-ліво.

## Гран-прі Сан-Марино 1994 року

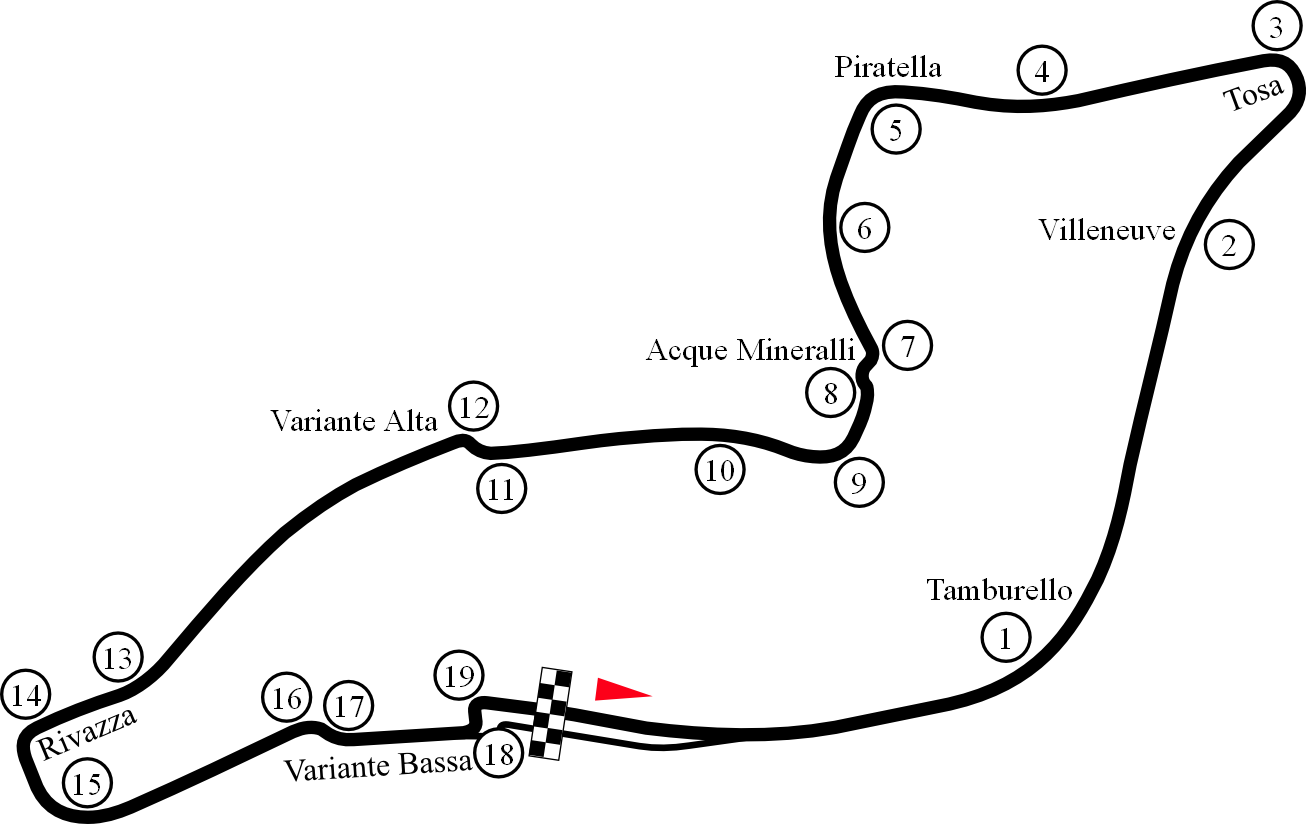
Схема траси під час Гран-прі Сан-Марино 1994 року.

Схема траси змінилася після Гран-прі Сан-Марино 1994 року, використовувалась у 1995–2006 роках.

Під час Гран-прі Сан-Марино 1994 року на п’ятничному тренуванні Рубенс Баррікелло перекинувся через бордюр і врізався у верхню частину бар’єру з шин на повороті Варіанте Басса, в результаті чого бразильець втратив свідомість, хоча швидке медичне втручання врятувало йому життя. Під час суботньої кваліфікації австрієць Роланд Ратценбергер врізався лобом у стіну на швидкості понад 310 км/год на повороті Вільнев після того, як його Сімтек втратив переднє крило, який миттєво загинув від перелому кісток черепа. Наступного дня трагедія продовжилася, коли у триразового чемпіона світу Айртона Сенни зламалася рульова колонка Вільямса, і він врізався в бетонну стіну на повороті Тамбурелло на сьомому колі. Сенна помер у лікарні через кілька годин після аварії. Під час двох інцидентів, які не пов’язані між собою, кілька глядачів і механіків також отримали поранення.
Після цього траса продовжувала приймати Гран-прі, але в її маршрут негайно були внесені зміни, щоб зробити її безпечнішою. У пологий поворот Тамбурелло було додано шикану при проходженні якої, швидкість необхідно було зменшувати до 4-ї передачі та проходити серію манших поворотів ліворуч-праворуч. Також було додано гравійний уловлювач до обмеженого простору на зовнішній стороні повороту. Вільнев, спочатку безпечний правий поворот який безпечно проходився на 6-а передачі, що переходить в Тоза, також був вдосконалений у додатковий затяжний поворот на четвертій передачі, також з гравійною пасткою на зовнішній стороні повороту. У спробі зберегти частину швидкості та характеру старої траси складну шикану в Аква Мінералі було усунуто, а Варіанте Басса було виправлено в єдину шикану. Багато хто каже, що нова конфігурація схеми не така хороша, як раніше, через нові шикани в Тамбурелло та Вільньові.